# Marie Víchová
Marie Víchová, provdaná Millikan (*7. října 1948 Praha), je bývalá československá krasobruslařka.
Byla členkou klubu Stadión Praha. Po skončení soutěžní kariéry tancovala v lední revue (Holiday on Ice) v Evropě, Jižní Americe a východní Asii.
Po první svatbě se usadila ve Spojených státech a v první polovině sedmdesátých let se provdala za svého druhého manžela Terryho Millikana. Má dvě dcery, Michelle a Melissu. Žije v americkém Indianapolis a spolupracuje jako analytik krasobruslení s agenturou AP.

## Výsledky
| Soutěž                                     | 1964 | 1965 | 1966 | 1967 | 1968 |
| ------------------------------------------ | ---- | ---- | ---- | ---- | ---- |
| Zimní olympijské hry                       |      |      |      |      | 21   |
| Mistrovství světa v krasobruslení          |      |      |      | 16   | 14   |
| Mistrovství Evropy v krasobruslení         |      |      |      | 16   | 13   |
| Mistrovství Československa v krasobruslení | 8    | 7    | 3    | 2    | 2    |